# Electroretinogramă

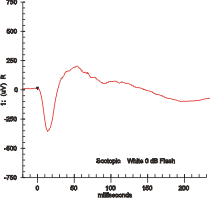
O electroretinogramă

Electroretinograma (ERG) este un examen electrofiziologic. Este realizat în serviciile specializate de neurofiziologie clinică sau în oftalmologie și permite diagnosticarea unor anomalii ale retinei. Este realizat cu ajutorul unui electroretinograf în timpul unei electroretinografii.

## Principiu

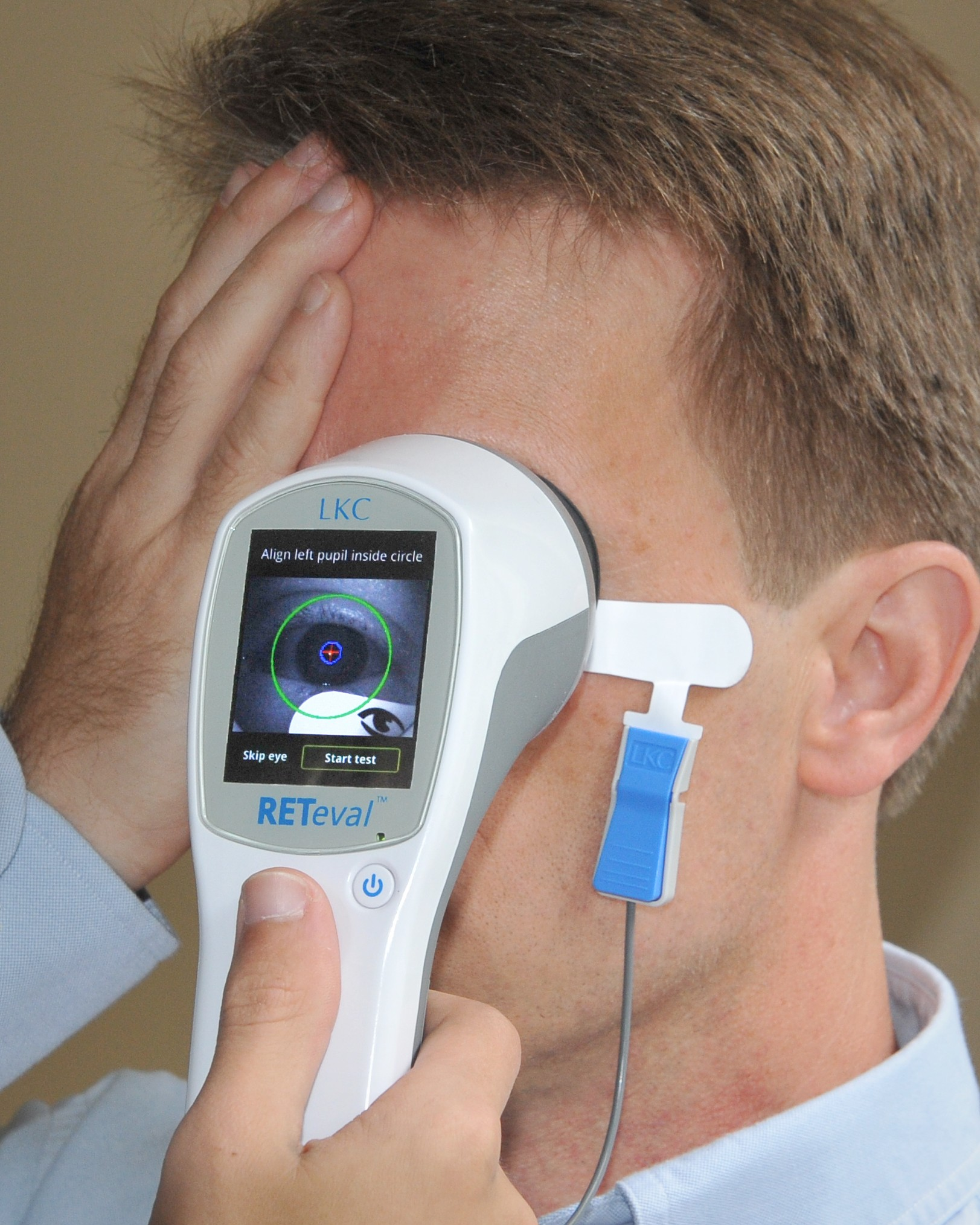
O electroretinogramă (ERG) test efectuat în 2014.

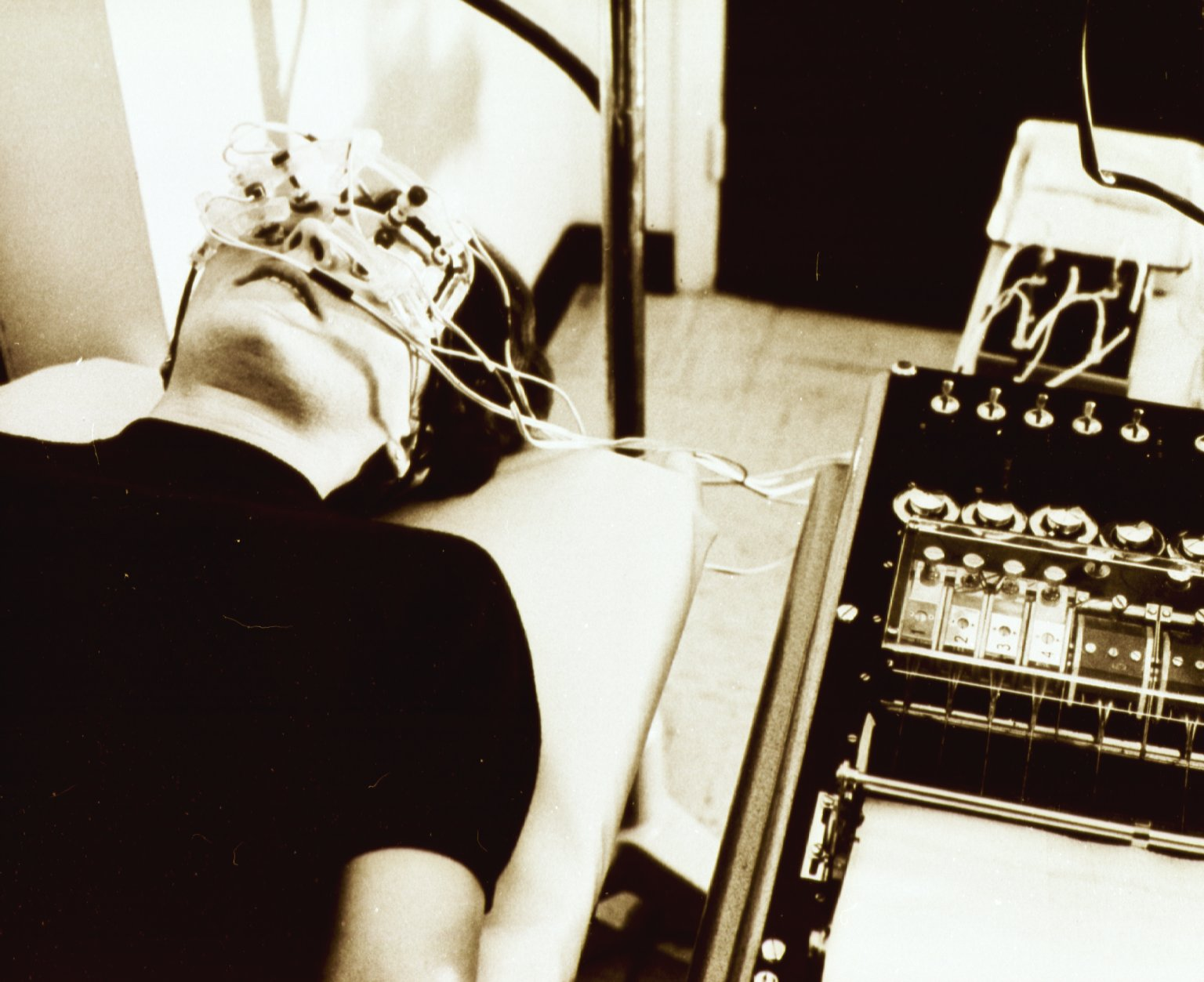
O fotografie istorică a unui pacient în cursul unei electroretinograme.

Retina permite acuitatea vizuală. Este compusă din celule specializate în fotorecepție: celulele cu bastonașe  și celulele cu con. Ele absorb lumina și convertesc energia luminoasă în energie electrică, mulțumită perturbărilor celulare. Retina este capabilă să lucreze cu lumină slabă (vedere scotopică) grație bastonașelor și cu lumină puternică (vedere fotopică) grație conurilor. În plus, există o altă diferență între  cele două tipuri de fotoreceptori: conurile sunt sensibile la diferite culori, în timp ce bastonașele nu sunt sensibile decât la negru și la alb (în niveluri de gri).
Electroretinografia analizează răspunsul electric al retinei la un stimul luminos. Ea permite să se distingă, prin mijlocirea luminilor de intensități și culori diferite, activitate conurilor, de cea a bastonașelor. Astfel, conurile vor fi stimulate mai degrabă de intensități puternice și de culoarea roșie, în timp ce bastonașele vor fi activate de intensități slabe ale luminii și de culoarea albastră.
S-a obținut un traseu: electroretinograma (ERG). Informațiile electrice sunt culese prin intermediul electrozilor plasați pe cornee și, la marginile orbitei, pe piele. Lentilele de contact din material plastic împiedică pleoapele să se închidă în timpul examenului. La copil, o anestezie generală poate fi necesară.
Se disting trei tipuri de ERG, electroretinograme în câmp total (ERG flash), pattern-electroretinograma (p-ERG) și electroretinograma multifocală (mf-ERG):
- electroretinograma (ERG flash), care studiază explorează fotoreceptorii și straturile nucleare interne ale retinei (stratul celulelor intermediare între celulele receptoare și celulele nervului optic);
- pattern-electroretinograma (p-ERG), care studiază funcționarea celulelor ganglionare (axonii acestor celule constituie nervul optic) al „maculei” / „petei galbene” și al retinei;
- electroretinograma multifocală (mf-ERG), care permite vizualizarea retinei centrale.

## Desfășurarea examinării

### Protocol standard
În medie un examen dureză cam între 30 și 45 de minute.

#### Alegerea stimulilor
Este un flash cu o durată inferioară a 5 ms, în care nivelul fluxului luminos este cuprins între 1,5 și 3 cd·s-1·m-2. Stimulările luminoase se fac în interiorul unei cupole de Ganzfeld (stimulare în câmp total), ceea ce permite obținerea unei iluminări uniforme a retinei.

#### Condiții ale stimulărilor

##### Pregătirea inițială a subiectului
Înregistrarea este realizată pe pupile dilatate. Subiectul este adaptat la întuneric 20 de minute pentru ca adaptarea retinelor sale să fie stabilă. Această durată este optimă pentru subiecții cu vârste sub cincizeci de ani; pentru cei în vârstă de la 50 la 80 de ani, adaptarea ar trebui să fie mai lungă, de la 25 la 30 de minute.
La sfârșitul perioadei de adaptare manipulatorul pune electrozii la o iluminare de slabă putere, pentru a nu se modifica adaptarea retinei subiectului.

##### Alegerea electrozilor de măsurare
Măsurarea se face prin electrozi activi. Trei tipuri pot fi utilizate:
- electrozi sclerocorneeni așezați pe cornee după anestezie locală: lentile de contact de unică folosință (cochilii din PMMA (polimetacrilat de metil) adaptate la mărimea ochiului) unse cu un gel oftalmologic anesteziant;
- electrozi cutanați lipiți de pielea pleoapei inferioare. Acest tip de electrozi este utilizat la persoanele capabile să păstreze ochii deschiși în timpul stimulării luminoase.;
- electrozi așezați în sacul conjunctival (sub pleoapa inferioară) după anestezie locală.

În afară de electrozi activi, electrozi de referință sunt plasați pe frunte, pe cantus (comisura pleoapelor) și pe lobul fiecărei urechi.

#### Procedura stimulării
Un stimul alb este utilizat la începutul examinării; este stimulul standard de referință.
Pentru separarea activității conurilor și bastonașelor, cele mai multe protocoale utilizează stimulări colorate. Pentru un studiu selectiv al conurilor, se folosește un filtru roșu (dincolo de o lungime de undă de 630 nm), iar pentru bastonașe un filtru albastru de lungime de undă joasă (spre 409 nm).
De obicei, 16 stimulări sunt utilizate în ambianță diurnă la o frecvență de o stimulare pe secundă. În condiție scotopică se limitează la 8 stimulări de puternică intensitate, despărțite de câte două secunde de pauză pentru a nu se dezadapta retina la întuneric.

### Protocol la copil
Protocolul ERG la copilul de peste 4 ani: este vorba de același protocol ca și la adult. Durează ceva mai puțin de 10 minute, ERG practicat cu electrozi corneeni sub anestezie locală în ambianță diurnă și pupilele dilatate (diametrul mai mare sau egal cu 6 mm), sub cupolă de Ganzfeld.

## Rezultate
Un traseu este obținut, electroretinograma. Acest traseu permite să se analizeze răspunsurile scotopice și fotopice. Îndeosebi sunt studiați timpii de reacție și valorile electrice extreme.

## Patologii diagnosticate
Acest examen servește la diagnosticarea retinopatiilor, adică a afecțiunilor  care ating retina. Este utilizat când se observă o problemă vizuală (cecitate, nistagmus etc.) care nu poate fi explicată printr-un simplu examen oftalmologic clinic, sau când problema vizuală nu corespunde anomaliei vizibile în fund de ochi.
Principalele indicații ale unei electroretinografii sunt bolile ereditare ale retinei, leziunile retiniene toxice sau traumatice, datorate prizelor de antipaludeene (medicamente împotriva malariei) de sinteză sau prezenței unui corp străin metalic în ochi. În plus, în unele cazuri de diabet, o electroretinogramă poate fi recomandată.
Iată o listă a principalelor patologii care pot fi diagnosticate:
- Retinită pigmentară
- Amauroza congenitală a lui Leber
- Coroderemie
- Sindromul lui Goldman-Favre
- Retinoschisis juvenil legat la X
- Acromatopsie[2]

## Calități și limite ale examinării
Pentru detectarea unei retinopatii în stadiul său preclinic, electroretinograma rămâne adesea folosită în pofida controversei asupra sensibilității sale. ERG traduce un răspuns global al retinei și nu este alterat decât dacă leziunea retiniană este întinsă: astfel, o leziune maculară responsabilă de scăderea severă a acuității vizuale poate să fie însoțită de un ERG normal. Este vorba, prin urmare, despre o examinare puțin sensibilă care are indicații limitate.
Acesta poate fi modificat, în unele cazuri. De exemplu, în cazul unei maculopatii confirmate. Într-adevăr, leziunile sunt ireversibile, stabile sau susceptibile de a se agrava după oprirea tratamentului. Aceasta se traduce prin semne vizuale ca fotofobia, fulgere luminoase și diminuarea acuității vizuale. Studiul fundului de ochi scoate la iveală o pigmentație în inelul perimacular și angiografia arată o zonă de epiteliu retinian cu scăpări pigmentare. Câmpul vizual, vederea în culori, electroretinograma cât și electro-oculograma sunt, prin urmare, false.
Însă, în realitate, nu există examene complementare perfect fiabile. Testele cele mai utilizate sunt studiul fundului de ochi și al câmpului vizual.
Pentru realizarea acestui examen, este necesară existența unei bune înțelegeri a sarcinii. În plus, subiectul trebuie să stea nemișcat, iar atenția sa trebuie să fie mobilizată în timpul prelevării datelor (15 până la 30 de secunde la o prelevare). Aceste prelevări sunt multiple, iar durata înregistrării totale este de circa 10 minute. Acest examen este, prin urmare, dificil de pus în practică la pacienți necooperanți sau la cei care au o fixare a privirii instabilă (maculopatii, de exemplu). În aceste cazuri, se obțin amplitudini ale răspunsurilor locale de același ordin ca și cele ale zgomotului de fond, făcând astfel ERG nesemnificativă și de neinterpretat. 

## Efecte adverse
În anumite cazuri, ERG poate fi realizată sub anestezie generală, de exemplu pentru copiii agitați, ceea ce reprezintă o intervenție puternică, iar aceasta poate necesita o spitalizare.
În plus, în pofida folosirii unui gel oftalmologic de protecție, lentilele de contact pot provoca uneori o iritație trecătoare, care necesită folosirea unui colir, aplicarea unei pomezi sau chiar punerea unui pansament ocular.
În sfârșit, dilatația pupilelor, necesară pentru examinare, face periculoasă conducerea unui vehicul timp de câteva ore (vedere flu, mai ales de aproape, întunecare momentană a vederii). Este, prin urmare, recomandat să se folosească un mijloc de transport în comun sau persoana examinată să vină însoțită, întrucât este imposibilă conducerea unui vehicul.
Pacienții care poartă lentile nu trebuie să le pună timp de 24 de ore care precedă și care urmează examinării.